# Necîbe Ehmed
Necîbe Ehmed [nəɟibə əħməd] (* 1954 in Kirkuk, Nordirak) ist eine kurdische Schriftstellerin und Dichterin. Sie studierte kurdische Sprache und Literatur an der Universität Sulaimaniyya und arbeitete mehrere Jahre als Lehrerin. Sie veröffentlichte zwei Bücher mit ihren Kurzgeschichten und zwei Romane.

## Werke
1. Weinender Frühling Täbris, Iran, 1994
2. Rasan (Kurzgeschichten) Täbris, Iran, 1994
3. Geschichte des Apfelbaums Hewlêr, Autonome Region Kurdistan, 1998
4. Die Schmetterlinge des Todes (Kurzgeschichten) Hewlêr, Autonome Region Kurdistan, 1998

| Personendaten    | Personendaten                            |
| ---------------- | ---------------------------------------- |
| NAME             | Ehmed, Necîbe                            |
| ALTERNATIVNAMEN  | نه‌جیبە ئه‌حمه‌د (kurdisch); Ahmad, Najiba  |
| KURZBESCHREIBUNG | kurdische Schriftstellerin und Dichterin |
| GEBURTSDATUM     | 1954                                     |
| GEBURTSORT       | Kirkuk, Nordirak                         |